# Tarriba (San Felices de Buelna)
Tarriba es una localidad española del municipio de San Felices de Buelna, perteneciente a la comunidad autónoma de Cantabria.

## Geografía
Se encuentra a 72 m s. n. m. y a 400 metros de la capital municipal, Rivero. 

## Historia
Existen documentos que mencionan la existencia de la población desde el siglo X. La actividad económica principal es la agropecuaria, principalmente el subsector ganadero.
Hacia mediados del siglo XIX, el lugar era referido como una aldea ya por entonces perteneciente al municipio de San Felices de Buelna. Aparece descrito en el decimocuarto volumen del Diccionario geográfico-estadístico-histórico de España y sus posesiones de Ultramar de Pascual Madoz con las siguientes palabras:

TARRIBA: ald. en la prov. y dióc. de Santander, part. jud. de Torrelavega, aud. terr. y c. g. de Búrgos, ayunt. de San Felices de Buelna, en cuyo art. y el de Ribero puede verse su descripcion.
(Madoz, 1849, p. 673)

En 2023, la entidad singular de población de Tarriba tenía empadronados 431 habitantes, todos ellos en el núcleo de población de ese nombre.

## Patrimonio
En este pueblo se localiza la cueva de Hornos de la Peña, importante yacimiento arqueológico declarado bien de interés cultural en el año 1924.